# Поррекс I
Поррекс I (валл. Porrex), відповідно до твору Джефрі Монмутського, двадцять перший Міфічний король Британії, син Горбодука і Юдони.
Коли батько став старий і немічний, сини Феррекс і Поррекс почали спір за спадок, який переріс у громадянську війну. Після короткого правління Феррекс утік до Галії, звідки повернувся з військом і дав бій брату. Під час битви Феррекс був убитий. Дещо пізніше Юдона з горя убила сплячого Поррекса, що призвело до продовження громадянської війни.